# Aleksandra Perišić
Aleksandra Perišić (Belgrado, 2 de julho de 2002) é uma taekwondista sérvia.

## Carreira
Ela conquistou sua primeira medalha em grandes competições no Campeonato Europeu de 2022. quando ela ganhou a medalha de bronze. No mesmo ano, ela conquistou a medalha de prata no Grande Prêmio de Manchester. Na final, perdeu para a francesa Magda Viet-Hennen. Na Copa do Mundo de 2022, que logo se seguiu, ela obteve outro grande sucesso ao ganhar a prata.
Em 2023, ela ganhou duas medalhas de ouro: a primeira nos Jogos Europeus de 2023, e a segunda no Grande Prêmio que a ajudou a se classificar para os Jogos Olímpicos.
Nos Jogos Olímpicos de Verão de 2024, em Paris, conquistou a medalha de prata na categoria de até 67 kg.